# Rajd Rzeszowski 2015
24 Rajd Rzeszowski – 24. edycja Rajdu Rzeszowskiego. Był to rajd samochodowy rozgrywany od 6 do 8 sierpnia 2015 roku. Bazą rajdu było miasto Boguchwała. Była to czwarta runda Rajdowych Samochodowych Mistrzostw Polski w roku 2015. Organizatorem rajdu był Automobilklub Rzeszowski.

## Zwycięzcy odcinków specjalnych
| Dzień      | Numer odcinka | Nazwa odcinka            | Długość  | Zwycięzca odcinka                  | Nr Sam. | Samochód          | Czas    | Lider rajdu                        |
| ---------- | ------------- | ------------------------ | -------- | ---------------------------------- | ------- | ----------------- | ------- | ---------------------------------- |
| 7 sierpnia | OS1           | Konieczkowa 1            | 10,15 km | Grzegorz Grzyb Robert Hundla       | 2       | Ford Fiesta R5    | 5:48,0  | Grzegorz Grzyb Robert Hundla       |
| 7 sierpnia | OS2           | Wysoka 1                 | 10,00 km | Grzegorz Grzyb Robert Hundla       | 2       | Ford Fiesta R5    | 5:41,5  | Grzegorz Grzyb Robert Hundla       |
| 7 sierpnia | OS3           | Glinik 1                 | 5,45 km  | Grzegorz Grzyb Robert Hundla       | 2       | Ford Fiesta R5    | 2:53,5  | Grzegorz Grzyb Robert Hundla       |
| 7 sierpnia | OS4           | Konieczkowa 2            | 10,15 km | Bryan Bouffier Thibault De La Haye | 1       | Ford Fiesta Proto | 5:42,6  | Bryan Bouffier Thibault De La Haye |
| 7 sierpnia | OS5           | Wysoka 2                 | 10,00 km | Łukasz Habaj Piotr Woś             | 3       | Ford Fiesta R5    | 5:38,2  | Bryan Bouffier Thibault De La Haye |
| 7 sierpnia | OS6           | Glinik 2                 | 5,45 km  | Bryan Bouffier Thibault De La Haye | 1       | Ford Fiesta Proto | 2:50,3  | Bryan Bouffier Thibault De La Haye |
| 8 sierpnia | OS7           | Lubenia 1                | 23,10 km | Łukasz Habaj Piotr Woś             | 3       | Ford Fiesta R5    | 13:05,5 | Łukasz Habaj Piotr Woś             |
| 8 sierpnia | OS8           | Sołonka 1                | 12,40 km | Grzegorz Grzyb Robert Hundla       | 2       | Ford Fiesta R5    | 6:41,5  | Bryan Bouffier Thibault De La Haye |
| 8 sierpnia | OS9           | Lubenia 2                | 23,10 km | Grzegorz Grzyb Robert Hundla       | 2       | Ford Fiesta R5    | 12:58,2 | Bryan Bouffier Thibault De La Haye |
| 8 sierpnia | OS10          | Sołonka 2                | 12,40 km | Bryan Bouffier Thibault De La Haye | 1       | Ford Fiesta Proto | 6:37,0  | Bryan Bouffier Thibault De La Haye |
| 8 sierpnia | OS11          | Nowy Świat (Power Stage) | 4,00 km  | Maciej Oleksowicz Michał Kuśnierz  | 5       | Ford Fiesta R5    | 2:47,0  | Bryan Bouffier Thibault De La Haye |

### Power Stage - OS11[4]
| Miejsce | Kierowca          | Pilot           | Czas   | Strata | Punkty |
| ------- | ----------------- | --------------- | ------ | ------ | ------ |
| 1       | Maciej Oleksowicz | Michał Kuśnierz | 2:47,0 | -      | 3      |
| 2       | Łukasz Habaj      | Piotr Woś       | 2:47,6 | +0,6   | 2      |
| 3       | Tomasz Kuchar     | Daniel Dymurski | 2:48,3 | +1,3   | 1      |

## Wyniki końcowe rajdu[3]
| Miejsce | Kierowca          | Pilot               | Samochód          | Czas      | Strata  | Grupa Klasa | Punkty |
| ------- | ----------------- | ------------------- | ----------------- | --------- | ------- | ----------- | ------ |
| 1       | Bryan Bouffier    | Thibault De La Haye | Ford Fiesta Proto | 1:11:00,0 | -       | OPEN N      | 25     |
| 2       | Łukasz Habaj      | Piotr Woś           | Ford Fiesta R5    | 1:11:07,4 | +7,4    | 2           | 18 + 2 |
| 3       | Grzegorz Grzyb    | Robert Hundla       | Ford Fiesta R5    | 1:11:46,5 | +46,5   | 2           | 15     |
| 4       | Tomasz Kuchar     | Daniel Dymurski     | Ford Fiesta R5    | 1:11:59,2 | +59,2   | 2           | 12 + 1 |
| 5       | Maciej Oleksowicz | Michał Kuśnierz     | Ford Fiesta R5    | 1:12:38,1 | +1:38,1 | 2           | 10 + 3 |
| 6       | Tomasz Kasperczyk | Damian Syty         | Ford Fiesta R5    | 1:13:51,8 | +2:51,8 | 2           | 8      |
| 7       | Jan Chmielewski   | Jacek Nowaczewski   | Citroën DS3       | 1:16:36,7 | +5:36,7 | 3           | 6      |
| 8       | Dariusz Poloński  | Grzegorz Dobosz     | Peugeot 208 VTI   | 1:17:10,7 | +6:10,7 | 4           | 4      |
| 9       | Grzegorz Musz     | Bogusław Browiński  | Renault Clio      | 1:17:24,2 | +6:24,2 | 3           | 2      |
| 10      | Mariusz Stec      | Szymon Jasiński     | Ford Fiesta Proto | 1:17:39,5 | +6:39,5 | OPEN N      | 1      |